# Roberto Bolonti
Roberto Feliciano Bolonti (født 2. marts 1984 i Buenos Aires, Argentina) er en argentinsk professionel bokser, der kæmper i letsværvægt. Han er den nuværende WBC Latino letsværvægtsmester.

## Professionelle karriere
Den 17. november 2012 blev Bolonti slået af Tony Bellew i en kamp om WBC’s sølvtitel. Bellew stærkt skadet, men gik de fulde 12 omgange til en enstemmig afgørelse.
7. juni 2014 i en kamp om WBA World letsværvægt -titel, tabte Bolonti i en enstemmig afgørelse til Jürgen Brähmer. 
Den 6. december 2014 endte hans kamp mod Jean Pascal i en no contest efter canadiske utilsigtede fejl. 
Den 11. juni 2016 tabte han ligeledes en enstemmig afgørelse til sydafrikanske Kevin Lerena i Sydafrika.